# Ариарат I
Ариара́т I (др.-греч. Ἀριαράθης, древнеперс. Aryaraθa; 404 или 403 год до н. э. — убит в 322 до н. э.) — правитель Каппадокии с 350-х годов до н. э. до 322 года до н. э.
Ариарат стал правителем северной причерноморской части Каппадокии при Артаксерксе III. Во время завоевания империи Ахеменидов Александром Македонским Ариарат сумел не только сохранить власть, но и расширить свои владения. В историографии существует несколько противоречивых, исключающих одна другую версий относительно взаимоотношений Ариарата с македонянами.
После смерти Александра Македонского в 323 году до н. э. на Вавилонском разделе Македонской империи Каппадокия была пожалована Эвмену. Ариарату в ультимативной форме предложили передать власть Эвмену, на что он ответил отказом. В 322 году до н. э. войско под командованием регента империи Пердикки завоевало владения Ариарата. Сам правитель был взят в плен и казнён.
Впоследствии приёмный сын и племянник Ариарата, также Ариарат, смог вернуть себе власть в Каппадокии. Ариарат является первым представителем династии Ариаратидов, которая с перерывами правила Каппадокией до начала I века до н. э.

## Биография

### Происхождение
Ариарат родился в 404 или 403 году до н. э. Имя Ариарата представляет латинизированную форму древнеперсидского Arya-wratha «имеющий арийскую радость». Генеалогия Ариарата в изложении античных авторов, вероятно, представляет собой результат произведённой при Ариарате V обработки с пропагандистской целью. В ней Ариарат представлен дальним родственником Кира Великого и потомком Датама. «Сын» Датама и отец Ариарата, в изложении Диодора Сицилийского, Ариамн, по мнению О. Л. Габелко, является фиктивным персонажем. Его «пятидесятилетнее правление» не укладывается в период между смертью Датама около 360 года до н. э. и гибелью самого Ариарата в 322 году до н. э. в возрасте 82 лет. Имя Ариамна, по мнению О. Л. Габелко, было неслучайным. Оно созвучно с упомянутым древнегреческим историком Ктесием сатрапом Каппадокии Ариарамном. Также, согласно Диодору Сицилийскому, у Ариарата был младший брат Ороферн, с которым у него сложились прекрасные взаимоотношения.
Диодор Сицилийский упоминает двух сыновей Ороферна и, соответственно, племянников Ариарата — также Ариарата и Арисеса. По одной из версий, сыном Ариарата был погибший в битве при Гранике в 334 году до н. э. Митробузан, которого Арриан назвал «наместником каппадокийцев». После смерти брата Ариарат, который не имел законных наследников, усыновил племянника Ариарата.

### Правление

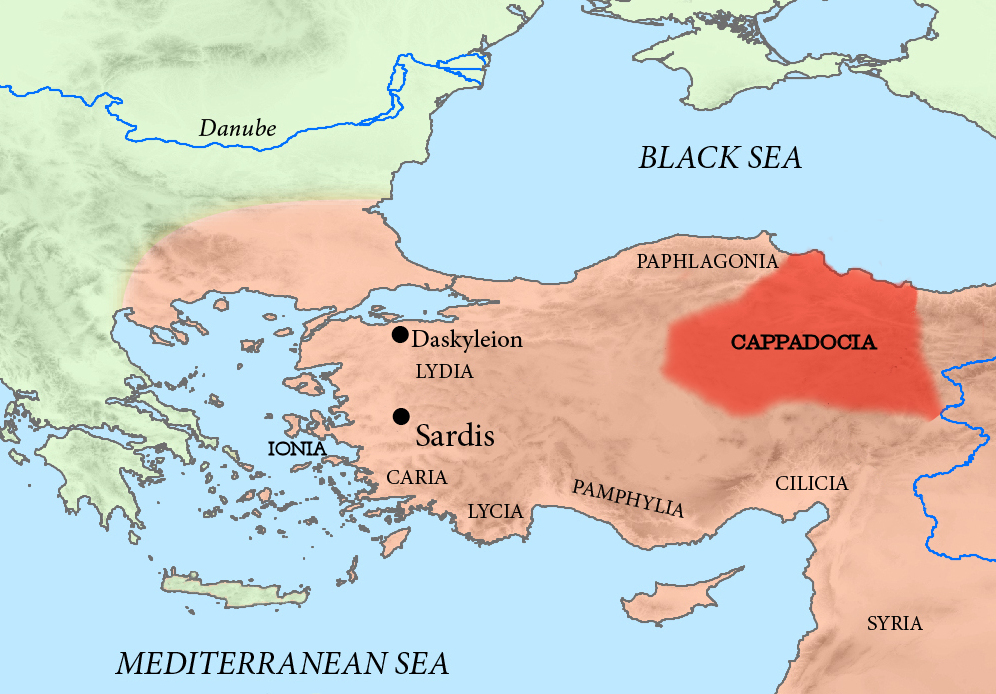
Ориентировочные границы Каппадокии

Точная дата занятия должности сатрапа Каппадокии Ариаратом неизвестна. В любом случае с Ариарата начинается относительно достоверная история династии Ариаратидов. Несомненно, что он правил провинцией при Артаксерксе III. Однако в его подчинении находилась не вся область, а лишь её северная причерноморская часть. Согласно Диодору Сицилийскому, в 343 году до н. э. Ариарат направил на помощь царю войско для покорения Египта под командованием своего брата Ороферна. Возможно, Ариарат был узурпатором Каппадокии. Не исключено, что он занял свой пост за верную службу персидскому царю и доблесть во время египетского похода. На основании данных нумизматики Дж. Р. Сикс датировал интронизацию Ариарата 350-ми годами до н. э.
О правлении Ариарата известно немногое. Он чеканил монету с легендой на арамейском языке в Газиуре и, возможно, Синопе. Согласно данным нумизматики Ариарат позиционировал себя представителем иранско-ахеменидской традиции. Арриан упоминает военный контингент каппадокийцев под командованием некоего Ариака, возможно родственника или самого Ариарата, который присоединился к Дарию III во время битвы при Гавгамелах в 331 году до н. э.
В историографии существует множество версий относительно взаимоотношений Ариарата с македонянами, которые покорили империю Ахеменидов. Во время походов Александра Македонского Каппадокия избежала завоевания македонянами. Согласно Диодору Сицилийскому, это было связано исключительно с тем, что царь был занят преследованием Дария III, а Каппадокия была расположена в стороне от пути следования македонян. Соответственно Ариарат оказался единоличным правителем области с абсолютной царской властью. Также, по мнению А. Олмстеда, во владение Ариарата на фоне крушения власти персидских царей перешла Пафлагония, которую, как и Каппадокию, не заняли македоняне. Арриан и Квинт Курций Руф писали, что Пафлагония перешла под контроль Александра, то ли вследствие завоевания, то ли по договору с македонянами, после чего была присоединена к Геллеспонтской Фригии. Плутарх утверждал, что после Гордиона Александр подчинил Каппадокию и Пафлагонию, где узнал о смерти Мемнона. Также неясна судьба упомянутых у Арриана и Квинта Курция Руфа каппадокийских сатрапов Сабикта и Абистамена. Не исключено, что к их исчезновению тем или иным образом был причастен Ариарат.
При этом Ариарат при Александре правил не всей Каппадокией, а исключительно её северной причерноморской частью. Страбон назвал Ариарата первым царём каппадокийцев, который присоединил к своим владениям Катаонию.
По мнению Н. В. Ефремова, Ариарат формально признал верховную власть над собой македонского царя. В противном случае Каппадокию и Пафлагонию не упоминали бы при Вавилонском разделе сатрапий Македонской империи между военачальниками Александра, как, к примеру, Скифию и Аравию. Возможно, в какой-то момент Ариарат устранил македонского наместника и перестал платить дань Александру, тем самым устранив формальную зависимость от Македонии.

### Свержение. Гибель
После смерти Александра в 323 году до н. э. в Вавилоне состоялся раздел Македонской империи между его военачальниками. Сатрапом Каппадокии и Пафлагонии был назначен Эвмен. Предположительно под этими землями подразумевались владения Ариарата, которому в ультимативной форме предложили передать власть Эвмену. Для военачальников Александра выходец из древнегреческой колонии Кардии был чужеземцем. Одновременно, новый регент империи Пердикка был обязан Эвмену урегулированием кризиса в противостоянии за власть непосредственно после смерти Александра. Ум и честолюбие Эвмена заставляли Пердикку опасаться, что в Вавилоне выходец из Кардии станет одним из наиболее влиятельных оппонентов. Передача в управление Эвмену неподвластных македонянам Каппадокии и Пафлагонии должна была выключить этого персонажа из внутриполитической борьбы в империи. Предполагалось, что Эвмен первое время будет занят завоеванием данных провинций. Ещё одним мотивом Пердикки при выделении Эвмену неподвластных македонянам сатрапий было ослабление правителя Фригии Антигона. Пафлагония и Каппадокия находились к северу от его владений. В течение десяти лет, от битвы при Иссе в 333 году до н. э. до смерти Александра, между правителем Каппадокии Ариаратом и Антигоном, по утверждению Э. Ансона, не было каких-либо вооружённых конфликтов, что даёт основания предположить существование неких договорённостей о мирном сосуществовании. По утверждению А. Олмстеда, между Антигоном и Ариаратом некоторое время шли военные действия, но без какого-либо существенного результата. Замена Ариарата на лояльного Пердикке ставленника нарушала сложившийся статус-кво в регионе.

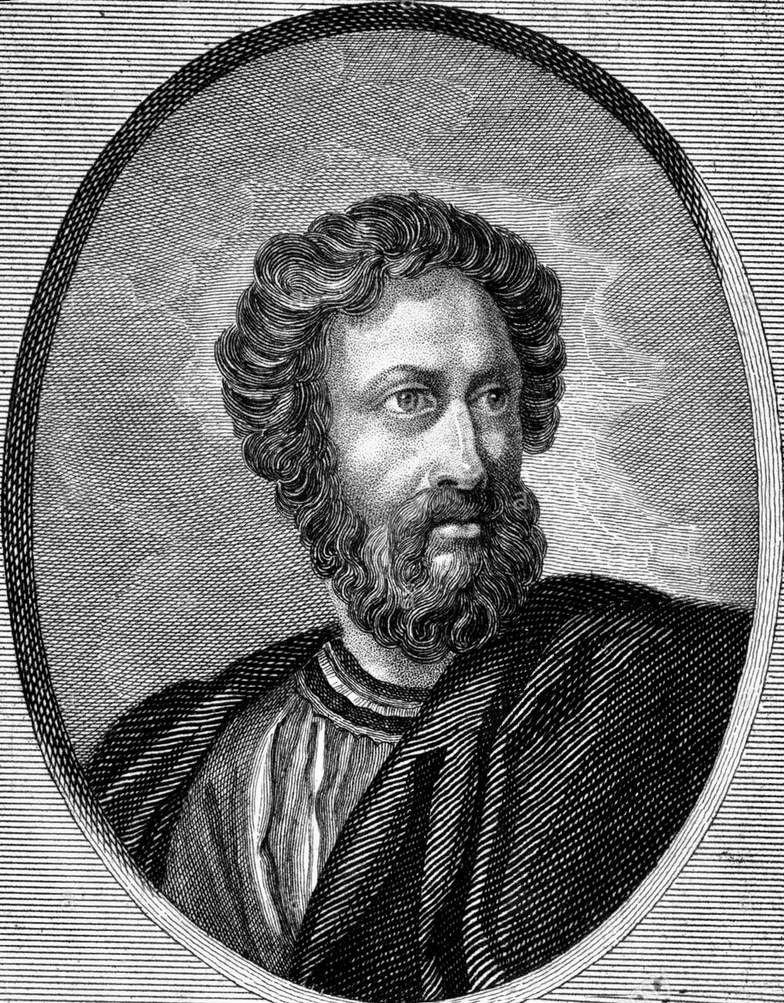
Гравюра с изображением Пердикки XVIII века

Пердикка поручил Антигону и Леоннату содействовать Эвмену в завоевании Каппадокии и Пафлагонии. Возможно, на помощь должны были также прийти войска Полиперхона и Клита с запада. Тогда нападение на Каппадокию шло бы с нескольких направлений. Антигон проигнорировал приказ регента империи. Помочь Эвмену вначале согласился, по прямому приказу Пердикки, сатрап Геллеспонтской Фригии Леоннат. Однако в это время к нему прибыл посол наместника Македонии Антипатра Гекатей. После смерти Александра Македонского греки восстали против македонской гегемонии. Начало войны складывалось для Антипатра неудачно. Он оказался осаждённым в Ламии войском под командованием Леосфена и отправил послов к македонским военачальникам с просьбой о помощи. У Леонната были свои мотивы отправиться в Грецию. Он надеялся не только получить власть в самой Македонии, но и жениться на сестре Александра Клеопатре, тем самым став одним из наиболее влиятельных людей в Македонской империи. Леоннат рассказал Эвмену о своих планах и предложил присоединиться к нему в походе. Эвмен тайно покинул лагерь Леонната со своими всадниками и рабами, после чего отправился к Пердикке. Античные историки по-разному трактуют мотивы Эвмена. Плутарх считал, что он не доверял Антипатру, с которым до этого враждовал, а также был невысокого мнения о легкомысленном Леоннате.
В начале 322 года до н. э. Эвмен без особых происшествий вернулся в Вавилон, где сообщил Пердикке о решении Леонната. К тому времени Пердикка уже знал об ослушании Антигона. Таким образом, при осознании, что два сатрапа в Малой Азии не выполняют его приказов, он лично повёл царское войско из Вавилона в Каппадокию. Хоть Ариарат и собрал из местных жителей и греческих наёмников большое войско из 30 тысяч пехоты и 15 тысяч всадников, он не смог организовать должную оборону. Пердикка в двух сражениях победил Ариарата. Согласно Диодору Сицилийскому, во втором каппадокийцы потеряли 4 тысячи убитыми и 5 тысяч пленными. Сам Ариарат с родственниками был взят в плен и казнён. В античных источниках представлены разные версии обстоятельств гибели Ариарата. Диодор Сицилийский в разных местах «Исторической библиотеки» приводит два противоречивых утверждения. Согласно первому, Ариарата пытали, а затем посадили на кол. Подобную версию приводит также Лукиан. В другом фрагменте Диодор пишет, что Ариарат погиб в бою. У Аппиана и Арриана Ариарата повесили. В современной историографии встречаются утверждения о том, что Ариарата распяли на кресте.
Юстин передаёт трагическую историю, как каппадокийцы сожгли свои дома, убили детей и жён, после чего отступили за городские стены, а затем, увидев бесперспективность дальнейшего сопротивления, покончили с собой. По мнению современных историков, Юстин путает события завоевания Каппадокии с покорением Писидии. На момент смерти Ариарату, согласно Лукиану, который ссылается на труды Иеронима Кардийского, было 82 года. Его место руководителя Каппадокии и Пафлагонии летом 322 года до н. э. занял Эвмен. Впоследствии приёмный сын Ариарата, также Ариарат, смог вернуть себе власть над Каппадокией.

### Исследования
- Габелко О. Л. К династической истории эллинистической Каппадокии: царский дом Ариаратидов // Античный мир и археология. — Саратов, 2009. — Вып. 13.
- Ефремов Н. В. К истории северной Малой Азии в раннеэллинистическое время. 2. Период диадохов 323—311 гг. // Античный мир и археология. — 2010. — № 14. — С. 49—93. — ISSN 0320-961X.
- Дройзен И. Г. История эллинизма. — Ростов-на-Дону: Феникс, 1995. — Т. 2. — 544 с. — ISBN 5-85880-079-3.
- Олмстед А. История Персидской империи / перевод с английского А. А. Карповой. — М.: Центрполиграф, 2015. — 575 с. — (Великие империи мира). — ISBN 978-5-9524-5151-3.
- Ханиотис А. Война в эллинистическом мире: Социальная и культурная история / пер. с англ. А. В. Махлаюка ; науч. ред. О. Л. Габелко. — СПб.: Нестор-История, 2013. — 432 с. — (Historia Militaris). — ISBN 978-5-90598-794-6.
- Шофман А. С. Распад империи Александра Македонского / Печатается по постановлению редакционно-издательского совета Казанского университета. Отв. редактор В. Д. Жигунин. — Казань: Издательство Казанского университета, 1984.
- Anson Edward M. Eumenes of Cardia: A Greek among Macedonians (англ.). — Second edition. — Leiden; Boston: Brill, 2015. — (Mnemosyne Supplements, History and Archaeology of Classical Antiquity, vol. 383). — ISBN 978-90-04-29717-3.
- Billows R. Antigonos the One-eyed and the Creation of the Hellenistic State (англ.). — Berkeley; Los Angeles; London: University of California Press, 1997. — ISBN 0-520-06378-3.
- Heckel W. Who's Who in the Age of Alexander the Great: Prosopography of Alexander's Empire (англ.). — Malden; Oxford; Carlton: Blackwell Publishing, 2006. — P. 95—99. — ISBN 1-4051-1210-7.